# Lophogaster intermedius
Lophogaster intermedius är en kräftdjursart. Lophogaster intermedius ingår i släktet Lophogaster och familjen Lophogastridae. Inga underarter finns listade i Catalogue of Life.